# Harran
Harran je mesto in pokrajina v provinci Şanlıurfa v jugovzhodni Turčiji, znan tudi kot Carrhae.  Izginulo staro mesto Carrhae je bilo leta 53 pr. n. št. prizorišče bitke med Rimljani in Parti, danes pa je pomembno arheološko najdišče. 
Harran je leži 44 km južno od Urfe, nekdanje Edese, sredi vročega in suhega harranskega nižavja. 
Harran je bil v antiki pomembno trgovsko središče. Največ so trgovali s Tirom, (Ez 27,23), njihova posebnost pa je bila Gumiarabika, ki so jo pridobivali iz drevesa stobrum (Plinij Starejši, N.H. xii. 40).

## Starodavni Harran
Legende, ki obdajajo Harran segajo vse do nastanka človeštva in pravijo, da sta se Adam in Eva ustavila prav tu, ko so ju izgnali iz Rajskega vrta.
Zgodovinski Harran je resnično zelo star. Bil je središče mezopotamske kulture, ki je obvladovala križišče cest med Damaskom, Ninivami in Karkemišem. Križišče je dalo mestu  izreden strateški pomen. Harran se pogosto omenja v asirskih napisih že v času Tiglat-Pileserja I. okrog leta 1100 pr. n. št. kot Harranu, kar pomeni »pot« (akadsko: harrānu – cesta, pot ali potovanje). Po državni pogodbi med Hetiti Šupiluliuma I. in Šativazo je hetitska vojska pod poveljstvom Pijaš-šilija na pohodu proti Hanilgalbatu Harran požgala.  

## Harran v starih spisih
Stara zaveza (1 Mz 12,4-5) pravi, da je Abraham živel v Haranu, za katerega nekateri poznavalci trdijo, da gre za današnji Harran. Hebrejska Biblija (1 Mz 11,31) ima Haran za mesto, kjer se je ustavil Terah, ko je z družino - sinom Abramom, vnukom Lotom (sinom Terahovega sina Harana, ki je umrl v Uru) in ženo Sarai - odšel iz Ura. Geneza 1 Mz 27,43 omenja, da je v Haranu živel Laban, in ga povezuje z Izakom in Jakobom: Jakob je v Haranu živel 20 let in delal pri svojem stricu Labanu (1 Mz 31,38 in 1 Mz 41).
Islamsko izročilo povezuje Haran z Abrahamovim bratom Aranom (1 Mz 11,26-32).
Harran je bil domovanje mezopotamske boginje meseca Sin. Njen tempelj je gradilo več kraljev, med njimi Asurbanipal in Nabonid, Herodian (iv. 13, 7) pa omenja, da je bil v njegovem času v mestu lunin tempelj.
Med vladanjem kralja Hezekija se je mesto uprli Asircem, ki so ponovno osvojili mesto osvojili mesto  (2. knjiga kraljev (2 Kr 19,12), Izaija (Iz 37,12)) in mu odvzeli mnogo privilegijev. Kralj Sargon II. jim je pravice kasneje vrnil.

## Medijci, Perzijci, Grki in Rimljani
Med propadanjem Asirskega imperija je Harran postal trdnjava zadnjega kralja Ašur-ubalita II., leta 609 pr. n. št. ga je oblegal in osvojil babilonski vladar Nabopolasar, po padcu Asirije je postal del Medijskega cesarstva, za tem pa je prešel v posest Ahemenidskega cesarstva. V perzijskih rokah je ostal vse do leta 331 pr. n. št., ko je v mesto vkorakala vojska Aleksandra Makedonskega.  
Po Aleksandrovi smrti 11. junija 323 pr. n. št. so se za mesto potegovali njegovi nasledniki Perdik, Antigon I. Monoftalm in Evmen. Mesto je nazadnje postalo del kraljestva Selevka I. Nikatorja, Selevkidskega cesarstva in glavno mesto province Osroene (grški naziv starega imena Urhai). V naslednjih sto petdesetih letih se je država razcvetela in ko je partska perzijska dinastija okupirala Babilonijo, je dobila neodvisnost. Osroenom je potem nekaj stoletij vladala arabska dinastija Abgeridov, ki so bili vazali partskega »kralja kraljev«.
Nekaj stoletij kasneje, leta 217, je bil na Makrinusovo pobudo v Harranu ubit rimski cesar Karakala. V bližini mesta so leta 296 cesarja Galerija porazili njegovi nasledniki Sasanidi iz Perzije. Mesto je ostalo pod perzijsko oblastjo, dokler niso leta 651 Sasanidov porazili Arabci.

## Krščanstvo
Harran je bil že zelo zgodaj središče krščanstva in prvo mesto, kjer so se javno gradile cerkve. Mesto je imelo svojega škofa, mnogo ljudi pa je kljub temu ostalo zvestih stari poganski veri in v Harranu se je rodila sabijska kultura. 

## Islamski Harran
Na začetku islamskega obdobja je bil Harran na ozemlju plemena Mudar (Diyar Mudar) v zahodnem delu severne Mezopotamije (Al Jazīrah). Skupaj z ar-Ruho (kasneje Edeso in današnjo Urfo) in ar-Rakko je bil eno največjih mest v regiji. Med vladanjem omajadskega kalifa Marvana II. je postal Harran sedež vlade islamskega cesarstva, ki se je raztezal od današnje Španije do osrednje Azije. 
Baje je šel skozi Harran tudi abasidski kalif Al-Mamun, ko je šel na vojni pohod proti Bizantincem in prisilil Harrance, da prestopijo v eno od »ver iz knjige«, se pravi v judaizem, krščanstvo ali islam. Da bi uživali popolno zaščito islamskih vladarjev, so se prebivalci poistovetili s Sabejci. V Koranu so bili Sabejci resnično omenjeni, toda to so bili skupina gnostičnih Mandejcev, ki so živeli v južnem Iraku, vendar so v aA-Mamunovem obdobju že izginili. Povezava Harranskih Sabejcev in Sabejcev iz Korana je vsekakor vprašljiva.

## Prva islamska univerza
V poznem 8. in v 9. stoletju je postal Harran središče za prevajanje del s področja astronomije, filozofije, naravnih znanosti in medicine. Asirci so iz grščine prevajali v sirščino in iz nje v arabščino in znanje iz klasičnega sveta prenašali na arabsko govorečo civilizacijo, ki je nastajala na jugu. Mnogo pomembnih učenjakov s področja naravnih znanosti, astronomije in medicine je bilo po poreklu iz Harrana. Večinoma so bili neislamski Asirci. Med najbolj znanimi je bil alkimist Geber. Prevajalsko središče se je kasneje iz Harran preselilo v Bagdad.

## Propad sabijcev
Leta 1032 ali 1033 so se sestradani podeželski prebivalci uprli in spopadli z mestnimi muslimanskimi milicami. Uporniške množice so pokončale sabejsko skupnost in porušile sabejski tempelj. Leta 1059–1060 so tempelj ponovno zgradili in ga preuredili v utrjeno rezidenco vladajočega arabskega plemena Numajridov, ki je prišlo v 11. stoletju na oblast v zahodni Mezopotamiji. Vladar Mahmud Nur al-Din je iz rezidence naredil močno trdnjavo.

## Križarji
7. maja 1104 je bila v dolini Balik pomembna bitka, znana kot bitka pri Harranu. Po mnenju Mateja iz Edese je bila bitka dva dni hoda od Harrana, Albert iz Aachna in Fulcher iz Chartresa pa trdita, da je bila bitka na ravnici pri mestu ar-Rakkah. Križarji so v bitki doživeli velik poraz. Edeškega grofa Baldvina Bourškega so Seldžuki ujeli. Ko so ga čez nekaj let izpustili, je postal jeruzalemski kralj Baldvin II. 
Na koncu 12. stoletja sta bila Harran in ar-Rakkah rezidenca ajubidskih emirjev. Ajubidski vladar Jazīre al-'Adil Abu Bakr je ponovno utrdil grajsko obzidje. Leta 1260 je bilo mesto med mongolskimi vojnami ponovno popolnoma porušeno in zapuščeno. Porušeno mesto je v 13. stoletju opisal arabski zgodovinar Abulfeda. 

## Sodobni Harran
Harran je znan po svojih tradicionalnih čebeljim panjem podobnih hišam iz nežgane opeke, ki so zgrajene povsem brez lesa. Hiše so znotraj hladne, kar je v teh krajih še kako pomembno, in se niso spremenile že 3000 let. V takšnih hišah so prebivali vse do leta 1980. Danes so namenjene samo turistom, večina harranskega prebivalstva pa živi novi majhni vasi približno dva kilometra od glavnega mesta. Ruševine starega mestnega obzidja in utrdb in nekaj drugih zgradb, na primer ena od mestnih vrat, so ohranjene. Arheolog dr. Nurettin Yardımcı trenutno izkopava bližnjo grobno gomilo iz 4. stoletja pr. n. št. 
Nova vas je revna in življenje v vroči in suhi klimi težko. Prebivalci so po poreklu Arabci in živijo po svojem starem izročilu. Arabce je v 18. stoletju sem naselilo Osmansko cesarstvo. Značilne družine imajo po 10-15 otrok, ki se zbirajo okrog turistov, jim prodajajo brošure o mestu in šopke zelišč in prosjačijo za drobne predmete, na primer lasne sponke ali rdečilo za ustnice. Pogosto tudi vodijo turiste po mestu. Vaške ženske so tetovirane in oblečene v tradicionalna beduinska oblačila. 
V drugi polovici 1980. let je postala harranska ravnina zaradi zajezitve rek Cüllab and Deysan pustinja. Ponovno je ozelenela nekaj let kasneje, ko je začel delovati namakalni sistem. V okolici Harrana zdaj rasteta predvsem bombaž in riž.

## Politika
Pokrajino je v turškem parlamentu dolgo let zastopal Necmettin Cevheri, pripadnik velikega klana Urfa, ki je, podobno kot Sedat Bucak, podpiral stranko Sulejmana Demirela. Ko se je Demirelova stranka v devetdesetih letih dvajsetega stoletja sesula, sta obe družini začeli podpirati trenutno vladajočo konzervativno stranko Adalet ve Kalkınma Partisi.